# (23286) Parlakgul
(23286) Parlakgul est un astéroïde de la ceinture principale d'astéroïdes.

## Description
(23286) Parlakgul est un astéroïde de la ceinture principale d'astéroïdes. Il fut découvert le 19 décembre 2000 à Socorro (Nouveau-Mexique) par le projet LINEAR. Il présente une orbite caractérisée par un demi-grand axe de 2,53 UA, une excentricité de 0,18 et une inclinaison de 8,1° par rapport à l'écliptique.

## Compléments